# Katsudon

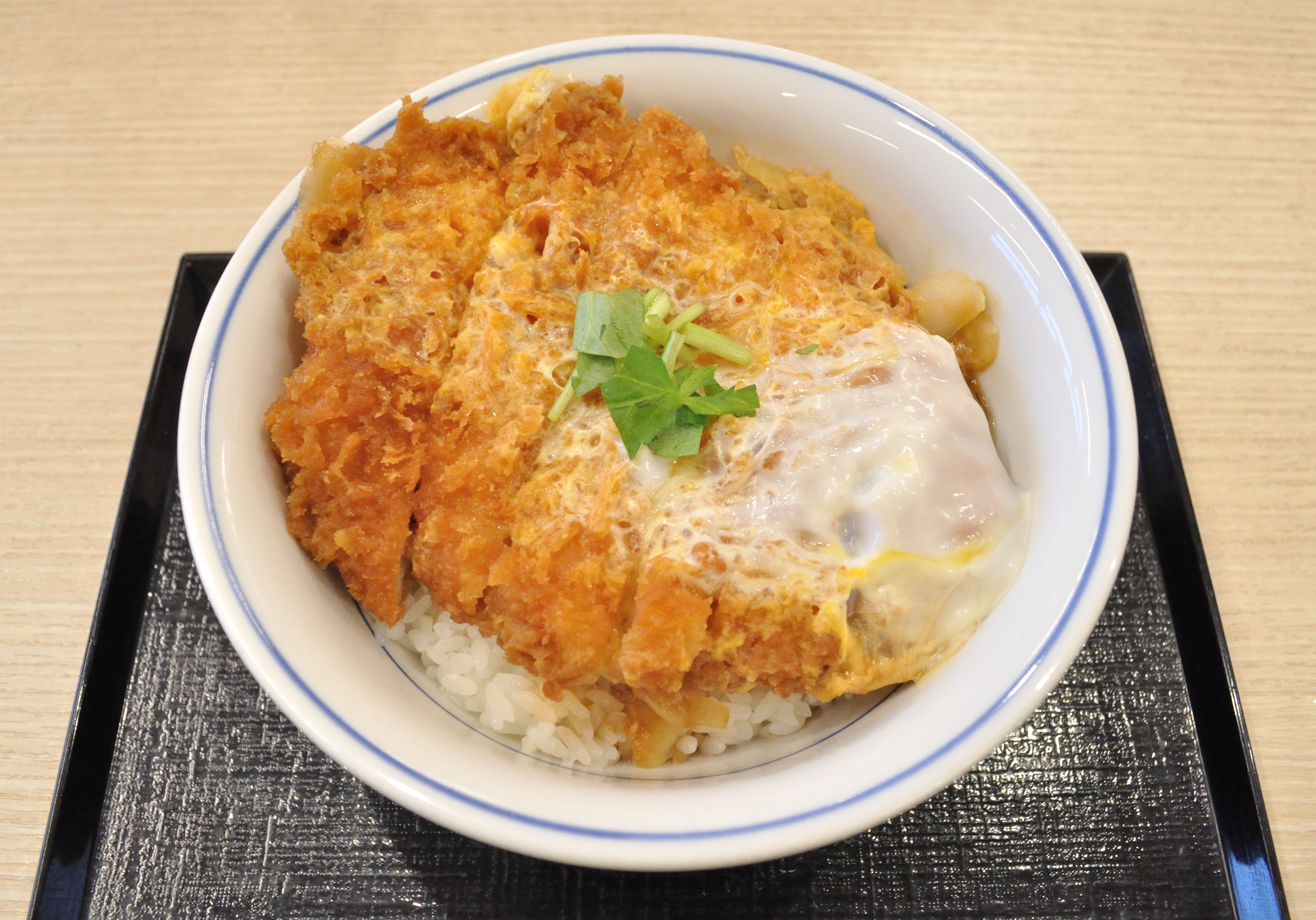
Katsudon.

El katsudon (カツ丼?) es un plato japonés muy popular en ese país, consistente en un cuenco de arroz cubierto con una chuleta de cerdo rebozada (tonkatsu), huevo revuelto y condimentos. Las variantes incluyen la katsudon con salsa (Worcestershire), el demi katsudon (con demi glace y a menudo guisantes verdes, una especialidad de Okayama), el shio katsudon (con sal, otra variedad de Okayama), shōyu-dare katsudon (con salsa de soja, al estilo de Niigata) y el katsudon de miso (especialidad de la ciudad de Nagoya).
El plato toma su nombre de las palabras japonesas tonkatsu (‘chuleta de cerdo’) y donburi (‘cuenco de arroz’).
Se ha convertido en una moderna tradición ritual de los estudiantes japoneses comer katsudon la noche antes de pasar un examen importante. Esto se debe a que katsu es un homófono del verbo 勝つ, en el sentido de ‘ganar’ o ‘ser victorioso’.